# Groupe Éram
 (octobre 2019).
Ne pas confondre avec l'enseigne Eram.
Le Groupe Eram est un groupe français de distribution de chaussures, vêtements et accessoires fondé en 1927. 
Ce groupe a pour origine la marque de chaussures ÉRAM fondée en 1932, il est composé de 9 marques. C'est l'un des premiers distributeurs de chaussures et de vêtements en Europe avec 5 200 collaborateurs et le premier fabricant français de chaussures avec une usine en France située à Montjean-sur-Loire dans le Maine-et-Loire.

## Historique
En 1927, Albert-René Biotteau petit-fils d'un artisan bottier et le fils et le neveu de petits industriels crée les Établissements Biotteau-Guéry.
La marque de chaussures ÉRAM est créée en 1932 à partir des prénoms inversés du couple Biotteau-Guéry : « Er » pour René et « Am » pour Marie-Josephe. Albert-René Biotteau acquiert des usines dans la région Cholet, deux à Saint-Pierre-Montlimart et une à Chalonnes-sur-Loire, 2 500 paires de chaussures en sortent chaque jour. Mais avec la seconde guerre mondiale l'usine tourne au ralenti. En 1942, Albert-René Biotteau retrouve son fils Gérard. Ils décident de vendre leurs stocks de cuir et de peausseries, ils en dégagent 5 millions de francs ce qui leur permet d'ouvrir une première boutique à Levallois dans la région parisienne, puis à Clamart, Orléans, Saint-Étienne, etc.,, jusqu'à douze magasins à la fin de la Guerre.
Entre les années 1950 et le début des années 1970, une dizaine d'ateliers et usines sont créés notamment après un voyage de Gérard Biotteau en Amérique du nord. Là-bas il découvre la rationalisation de la production industrielle.
Un brevet d’invention est déposé en 1955 à la suite de la mise au point d'un procédé par un ingénieur d'ÉRAM, Paul Guéry, dénommé Plastifor. Ce procédé permet en une seule opération, d’obtenir une semelle plastique et de la solidariser avec la tige de la chaussure grâce à l’injection directe du plastique dans un moule. Grâce à lui ÉRAM met quatre fois moins de temps qu’auparavant à assembler ses chaussures : l’avancée est décisive vis-à-vis de la concurrence. Cependant, la mise au point est délicate car les premières semelles sont tellement molles que le doigt passe au travers lorsqu’on appuie dessus. L’ingénieur Paul Guéry et le technicien Marcel Béranger conçoivent alors un mélange pour renforcer les semelles. Le succès de ce nouveau système mène à l'ouverture de nouvelles usines: entre les années 1950 et le début des années 1970 une dizaine d'ateliers et usines sont créés en Maine-et-Loire. Par conséquent, ÉRAM emploie un peu plus de 1 000 salariés en 1960 et plus de 3 000 en 1969.
Pour ne pas être dépendant des distributeurs, ÉRAM cherche à mieux contrôler la distribution de ses chaussures: c'est le début de l’exportation. En 1958, deux filiales sont ouvertes à l'international, l’une à Mouscron en Belgique et l’autre à Sarrebruck en Allemagne. Trois ans plus tard, en 1961, le premier magasin ÉRAM ouvre en Belgique puis le premier magasin de détail pour l'Allemagne en 1969. Le chiffre d'affaires double tous les quatre ans.
En 1970, Albert-René Biotteau cède la présidence d'ÉRAM à son fils Gérard Biotteau. Pour faire connaitre son enseigne, Gérard Biotteau décide d'investir dans la publicité. Il découvre Philippe Michel, un jeune créatif parisien qui est à l'origine du slogan « Il faudrait être fou pour dépenser plus… » qui va combler le manque de notoriété d'ÉRAM. Les spots de publicité à la télévision sont réalisés par Étienne Chatiliez, futur réalisateur de La Vie est un long Fleuve tranquille.
À partir de 1986, le groupe ÉRAM se lance dans le développement de ses réseaux de distributions en renforçant les enseignes existantes et par l’acquisition d’autres enseignes. Le groupe est alors présent au travers de Bocage, Texto, ÉRAM, France Arno et TBS. Les enseignes à bas prix L’hyper aux chaussures et L’hyper aux vêtements en périphéries des centres-villes sont créés.
En 1991, l'enseigne à bas prix Gémo, présente en périphérie des villes est créée. Elle est en partie issue de la fusion des enseignes Hyper aux chaussures, Hyper aux vêtements et Tamdem. L'année suivante en 1992 le groupe ÉRAM est officiellement constitué.
En 1998, le président du groupe Gérard Biotteau cède ses activités à ses deux fils Xavier et Luc qui deviennent respectivement président du directoire et vice-président.
En 2004, le groupe ÉRAM via le groupe Vetura - la société exploitante de Fabio Lucci acquise à 50 % un an plus tôt - reprend les magasins de textile et de bazar bon marché Tati qui sont en cessation de paiement puis l'enseigne Giga Store puis reprend 100 % du capital en 2007.
En février 2017, le groupe met en vente sa filiale déficitaire Agora, qui regroupe Tati, Giga Store, Degrif'Mania et Fabio Lucci. Il est finalement acheté par le groupe Gifi.
Un plan de sauvegarde de l'emploi est annoncé le 30 novembre 2018. Le groupe révèle qu'il souhaite fermer plus d'une centaine de boutiques à travers la France début 2019. Les enseignes concernées sont Texto (62 boutiques sur 80 devraient fermer) et Heyraud (34 boutiques sur 45) et l'objectif du groupe est d'achever la réalisation de ces plans au plus tard en février 2019. Le groupe Éram subit de plein fouet la crise qui frappe le secteur de la chaussure pour deux raisons croisées : l'émergence des chausseurs en ligne et la baisse d'intérêt des jeunes pour la chaussure de ville au profit des baskets. Finalement en 2020 toutes les boutiques Heyraud seront fermées et toutes les boutiques Texto ont fusionné avec les boutiques Eram.

## Principales entités du groupe et enseignes exploitées
| Société (enseigne)     | Siège                | Depuis |                         |
| ---------------------- | -------------------- | ------ | ----------------------- |
| Vêtir (Gemo)           | Montrevault-sur-Evre | 1993   | chaussures et vêtements |
| Chaussures Eram (Eram) | Montrevault-sur-Evre | 1932   | chaussures              |
| Bocage                 | Montrevault-sur-Evre | 1985   | chaussures              |
| Technisynthèse (TBS)   | Montrevault-sur-Evre | 1975   | chaussures et vêtements |
| Parade                 | Montrevault-sur-Evre | 1978   | chaussures de sécurité  |
| BBL (Mellow Yellow)    | Paris                | 2012   | chaussures et mode      |